# AEG G.III
AEG G.III là một loại máy bay ném bom hai tầng cánh của Đế quốc Đức trong Chiến tranh thế giới I, được phát triển từ G.II.

## Tính năng kỹ chiến thuật (AEG G.III)
Dữ liệu lấy từ German Aircraft of the First World War
Đặc tính tổng quan
- Kíp lái: 3 or 4
- Chiều dài: 9,2 m (30 ft 2 in)
- Sải cánh: 18,44 m (60 ft 6 in)
- Chiều cao: 3,9 m (12 ft 10 in)
- Diện tích cánh: 67 m2 (720 foot vuông)
- Trọng lượng rỗng: 1.940 kg (4.277 lb)
- Trọng lượng có tải: 3.015 kg (6.647 lb)
- Trọng lượng cất cánh tối đa: 3.008 kg (6.632 lb)
- Động cơ: 2 × Mercedes D.IV kiểu động cơ piston, 8 xy-lanh làm mát bằng nước, 164 kW (220 hp) mỗi chiếc

Hiệu suất bay
- Vận tốc cực đại: 158 km/h (98 mph; 85 kn)
- Tầm bay: 700 km (435 mi; 378 nmi)
- Trần bay: 3.500 m (11.483 ft)
- Vận tốc lên cao: 2,78 m/s (547 ft/min)
- Thời gian lên độ cao: 1.000m (3.281ft) trong 6 phút

Vũ khí trang bị

- Súng: 2 × súng máy 7,92 mm (.312 in)
- Bom: 300 kg (660 lb) bom